# Université d'État du Dakota du Nord
L'université d'État du Dakota du Nord (en anglais : North Dakota State University ou NDSU) est une université américaine située à Fargo dans le Dakota du Nord.

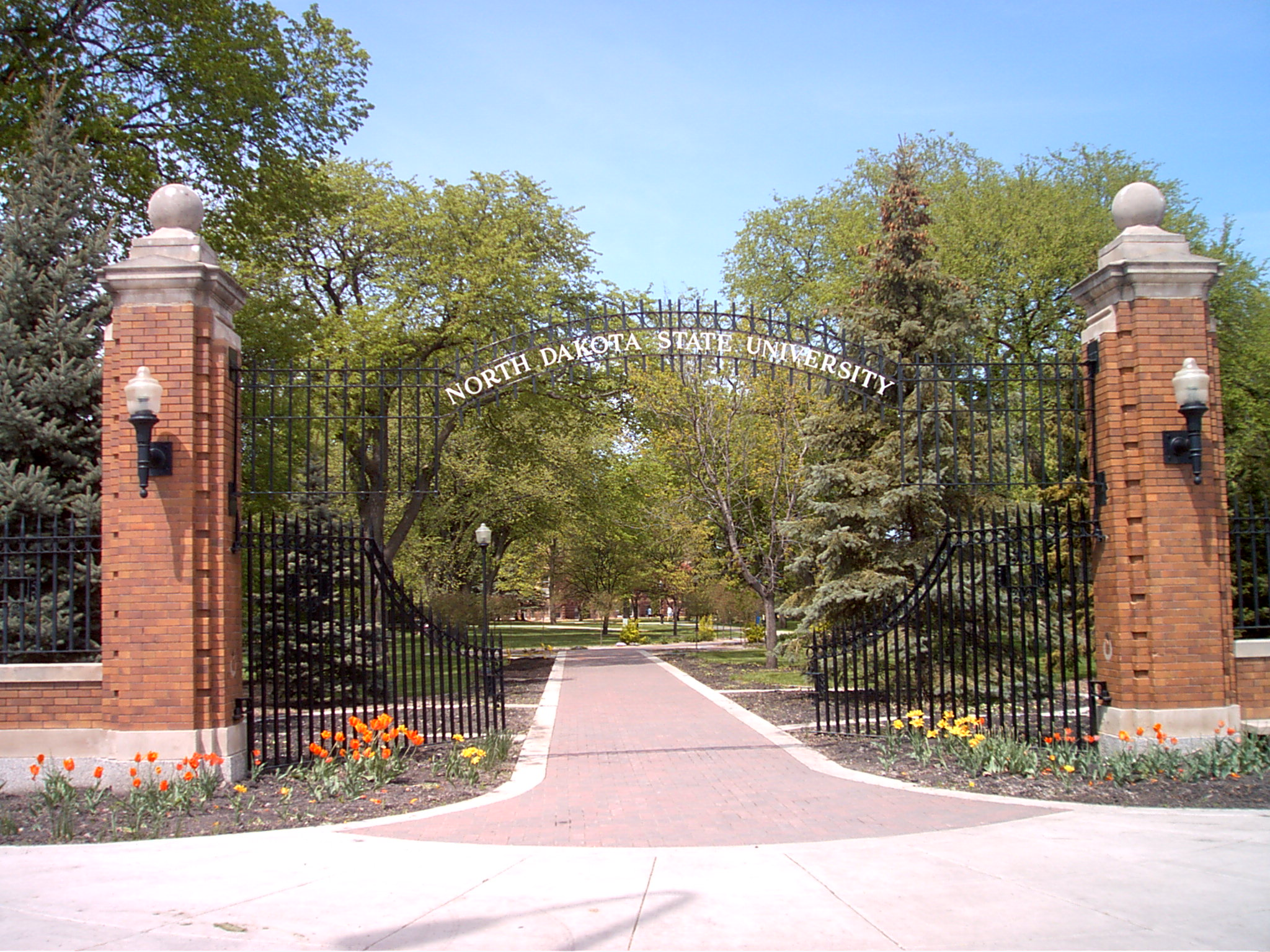
Entrée de l'université d'État du Dakota du Nord.

## Source
- (en) Cet article est partiellement ou en totalité issu de l’article de Wikipédia en anglais intitulé « North Dakota State University » (voir la liste des auteurs).